# Осада Хаэна (1230)
Осада Хаэна была одной из многих осад этого города во время испанской Реконкисты. Осада проводилась с 24 июня по сентябрь 1230 года силами Королевства Кастилия под командованием Фердинанда III Кастильского против обороняющейся тайфы Хаэн (جيان). Битва привела к победе мавров после ухода кастильцев и отказа от осады сразу после смерти короля Леона Альфонсо IX.

## История
В 1229 году король Фердинанд III Кастильский возобновил свои военные кампании против своих мавританских соседей, которые продолжались с 1224 года. В 1225 году предыдущая попытка захватить город закончилась неудачей, когда объединённые силы Королевства Кастилия и таифа Баэса отступили из-за отсутствия надлежащего осадного оборудования перед грозной обороной города. В 1229 году король Фердинанд III начал боевые действия в окрестностях Хаэна, взяв замок Отинар (что имело огромное стратегическое значение, если предполагалось провести осаду города) и грабежом окрестностей города. На протяжении 1229 года Фердинанд III продолжал действовать в окрестностях Хаэна для его возможной осады, захватывая опорные пункты и готовясь к осаде в следующем году.

## Осада
24 июня Фердинанд III, который к тому времени был королем Кастилии, начал официальную осаду города Хаэн с решимостью захватить город, который выдержал его предыдущую попытку осады пятью годами ранее. Осада 1230 года представляла собой более сложную задачу, чем осада 1225 года, потому что оборона города была значительно улучшена правящей тайфой Хаэн, поскольку они ожидали дальнейшей кастильской агрессии. В результате Фердинанду III потребовалась гораздо более крупная армия, чтобы нанести окончательный и решающий удар по городу.
Согласно Хроникам Авилы, рыцари Авилы, составлявшие часть кастильского десанта, располагались на Серро-дель-Невераль, который находился прямо перед стенами замка. Их размещение в этом месте было очевидным наказанием за то, что они опоздали на предыдущую осаду города за пять лет до того, как это указывало на неумолимый темперамент со стороны Фердинанда III. С этой позиции рыцарей Авилы беспокоила оборона города из требушетов.
К сентябрю, после осады, длившейся около четырёх месяцев, король Фердинанд III был вынужден во второй раз досрочно отказаться от осады города, на этот раз из-за смерти своего отца, Альфонсо IX, короля Леона. Он приказал снять осаду и отправился в Оргаз, чтобы присоединиться к своей матери Беренгарии Кастильской. Затем они вместе отправились в Леон, где Фердинанд III, уже король Кастилии, должен был быть коронован также как король Леона и Галисии.

## Последствия
Город Хаэн оставался независимой тайфой в течение некоторого времени после битвы, в конечном итоге войдя в состав Гранадского эмирата. Хаэн, наконец, был окончательно захвачен кастильскими войсками в 1246 году, когда силы Кастилии и члены Ордена Сантьяго под командованием Фердинанда III Кастильского и Пайо Переса Коррейи, великого магистра Ордена Сантьяго, вернулись, чтобы завершить захват непокорного города, разгромив гранадскую армию под командованием эмира гранадского Мухаммеда I.